# Grimmia protensum
Grimmia protensum là một loài Rêu trong họ Grimmiaceae. Loài này được (A. Braun ex Duby) Mitt. mô tả khoa học đầu tiên năm 1879.